# 킬만

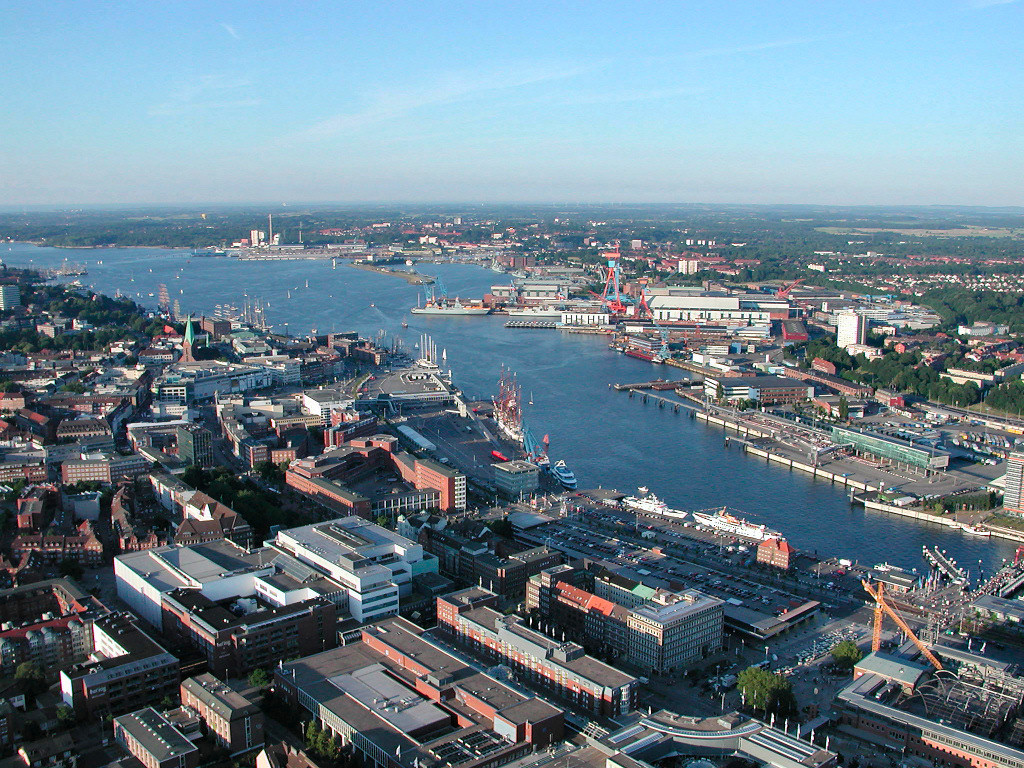
킬만과 접한 킬 시가지

킬만(독일어: Kieler Bucht, 덴마크어: Kiel Bugt)은 발트해 남서부에 위치한 만이다. 만 남서부는 독일 슐레스비히홀슈타인주 연안과 접하며 만 북부는 덴마크 알스섬, 에뢰섬, 랑엘란섬 등과 접한다. 북서쪽으로는 릴레벨트 해협, 북쪽으로는 스토레벨트 해협, 동쪽으로는 메클렌부르크 만과 접한다.